# Robert Edwards Carter Stearns
Pour les articles homonymes, voir Stearns.
Robert Edwards Carter Stearns est un conchyliologiste américain, né le 1er février 1827 à Boston et mort le 27 juillet 1909 à Los Angeles.
Passionné par l’histoire naturelle dès sa jeunesse, il se consacre à la conchyliologie, surtout sur les mollusques de la côte ouest du continent nord-américain. Il participe à la commission des pêches (1882-1884). Stearns est secrétaire de l’Université de Californie (Berkeley) (1874-1882). Il devient conservateur assistant des mollusques de l’U.S. National Museum of Natural History (1885-1892). Il se marie avec Mary Ann Libby le 28 mars 1850, union dont naîtra une fille.

## Source
- (en) Courte biographie des Smithsonian Institution Archives de Gerald J. Rosenzweig
- Robert Tucker Abbott (1974). American Malacologists. A National Register of Professional and Amateur Malacologists and Private Shell Collectors and Biographies of Early American Mollusk Workers Born Between 1618 and 1900, American Malacologists (Falls Church, Virginie) : iv + 494 p.  (ISBN 0-913792-02-0)